# Scleroderma
Scleroderma é um gênero de fungos, conhecido por pertencer à ordem Boletales, na subordem Sclerodermatineae. As espécies mais conhecidas são S. citrinum e S. verrucosum. Eles são encontrados em todo o mundo. Vários membros desse gênero são utilizados como simbiontes de inoculação para colonizar e promover o crescimento de mudas de árvores em viveiros. Eles não são comestíveis.
O nome vem do grego sclera, que significa "difícil" e derma, que significa "pele".